# Spørg bare
Spørg bare var et radioprogram på DR P3.
Programmet blev begyndt i 1969 af Kaj Bruun, og det første panel bestod af Cleo, Simon Spies, Erhard Jacobsen og John Price og var i årevis med Jørgen Ifversen som vært et af DRs absolut populæreste radioprogrammer.
I 1969 havde hvert program omkring 1,5 millioner lyttere. Programmets panel besvarede og diskuterede lytternes spørgsmål og dilemmaer. 
Programmet blev nedlagt 2001, men forinden - efter lytter-protester - oplevede programmet en revival. Det var P4 Nordjylland, der overtog Spørg Bare med Lars Rohde som vært og et panel med bl.a. Kirsten Jakobsen, Johannes Andersen, Per Pallesen og Susanne Munk Lauritsen. I 2003 blev programmet til først Mads og Monopolet og senere Sara og Monopolet.